# GSC8911-1554
GSC8911-1554 — хімічно пекулярна зоря спектрального класу A2, що має видиму зоряну величину в смузі V приблизно 10,4.